# Všeobecná úverová banka
Všeobecná úverová banka, (abreujat com "VUB" o "El Banc") proporciona serveis de personal i comercial. El banc té el seu domicili a Eslovàquia i amb domicili social a la capital Bratislava, carrer Mlynske Nivy 1. El grup bancari italià Intesa Sanpaolo, amb seu a Torí i Milà, és l'accionista majoritari de VUB, amb una participació del 96.97%. El banc va ser adquirit pel predecessor d'Intesa Sanpaolo, Banca Intesa el 2001.
El 31 de desembre de 2013, el banc comptava amb una xarxa de 244 punts d'atenció, incloent sucursals al detall, oficines d'empreses i Centres d'hipoteques a Eslovàquia. El Banc té també una sucursal a la República Txeca.